# Kfar Hanassi
Kfar HaNassi (hebräisch כְּפַר הַנָּשִׂיא Kfar ha-Nassī, deutsch ‚Dorf des Präsidenten‘) ist ein Kibbuz in Ober-Galiläa im Nordbezirk Israels. Es liegt westlich der Golanhöhen und oberhalb des östlichen Jordanufers, 35 KM nördlich des Sees Genezareth und 6 KM östlich von Rosch Pinna. In den Hügeln oberhalb von Kfar HaNassi, etwa 25 km weit in Richtung Westen, liegt die Altstadt von Safed, das geistige Zentrum der Kabbala. Der Kibbuz hatte 2018 864 Einwohner.

## Geschichte
Kfar HaNassi wurde 1948 von Mitgliedern der HaBonim gegründet, einer britischen Jugendorganisation, der auch ehemalige Teilnehmer der Kindertransporte aus Deutschland, Österreich und Polen angehörten. Weitere Gründungsmitglieder waren eine kleine Gruppe französischer Jugendlicher und einige australische HaBonim-Mitglieder. Einer der Gründungsmitglieder war Thomas Welkanoz, der den Namen Tommy Amit angenommen hatte. Er war Mitte Mai 1939 nach England emigriert, besuchte dort verschiedene Schulen und bereitete sich schließlich auf die 1947 erfolgte Auswanderung nach Palästina vor.
Das Kibbuz nannte sich zuerst Kibbuz HaBonim. Da jedoch nicht alle Gründungsmitglieder auch HaBonim-Mitglieder waren, erhielt der Kibbuz später zu Ehren des ersten israelischen Staatspräsidenten, Chaim Weizmann, den Namen Kfar HaNassi.
1949 erfolgte die Gründung der Fabrik HaBonim, die bis heute Ventile und Antriebe für den industriellen Gebrauch entwickelt und herstellt. Für den landwirtschaftlichen Betrieb wurde eine Schafherde angeschafft.
Im Jahre 1952 wurde die erste eigene Grundschule eröffnet. Stephen Spender schildert die Lebensverhältnisse im Jahr 1953.
Im Jahre 1957 trat eine weitere Siedlergruppe dem Kibbuz bei. Es waren britische HaBonim-Mitglieder, die auch als Garʿin Hey bekannt sind.
1961 wurde in Kfar HaNassi ein Sozialzentrum mit Büros, einer Bibliothek, einem Klubraum und einem Selbstbedienungs-Speisesaal eröffnet. Im Zentrum dieses Speisesaals, der zudem der erste Speisesaal eines Kibbuz war, der als Selbstbedienungseinrichtung betrieben wurde, befand sich ein Teich, in dem Kois schwammen.
Ein nach der Einrichtung des Selbstbedienungs-Speisesaals weiterer Bruch mit der Kibbuz-Tradition erfolgte 1964. Von nun an schliefen die Kinder in ihren Elternhäusern anstatt in Kinderhäusern.

Im Jahre 1988 schloss die kibbuzeigene Grundschule. Die Kinder müssen fortan regionale Schulen besuchen an. Der Hintergrund hierfür war vermutlich eine wirtschaftliche Krise, die den Kibbuz 1988 erschütterte, und die sich in den vorangegangenen drei Jahren allmählich entwickelt hatte. Der Kibbuz hatte eine enorme Verschuldung aufgehäuft und fand offenbar keine Möglichkeiten, dagegen anzugehen. Die Folge war ein Konkurs, durch den nur noch der Namen erhalten blieb und der zu tiefgreifenden Veränderungsprozessen führte.

„Zunächst war es wichtig, nicht mehr auszugeben, als wir verdienten. Die Finanzen der Geschäftsseite des Kibbuz wurden von den Kosten für den Betrieb der Gemeinschaft getrennt, die nun mit dem Einkommen aus Arbeit und aus Profiten leben musste. Dies bedeutete unter anderem, dass die Löhne für die Arbeit realistisch veranschlagt wurden, anstatt für jeden Arbeitstag eines Mitglieds einen gleichen Betrag an die Gemeinschaft zu zahlen. Das Konzept, dass die Arbeit einiger Menschen mehr wert ist als die anderer, war ein riesiger Frosch, den man schlucken musste. Ebenso schwierig war es, mit dem Gedanken vertraut zu machen, dass es eine direkte Verbindung gibt zwischen dem was die Mitglieder des Kibbuz verdienen, und dem, was sie ausgeben können.“

Der angestoßene Prozess führte dazu, dass immer mehr Gemeinschaftsleistungen in die private Verantwortung zurückgegeben und nicht mehr aus der Gemeinschaftskasse bezahlt wurden – vom Strom für das eigene Haus über das Briefporto bis hin zu den Telefonkosten. Zwei Jahre später folgte dann noch einmal ein radikaler Schritt:

„Jedes Mitglied erhält nun seinen Lohn und bezahlt seine Lebenshaltungskosten. Heute (Anfang 2004) werden die meisten Dienstleistungen vom Einzelnen bezahlt. Dazu gehört auch das Essen: Der Speisesaal, einst Mittelpunkt des Kibbutzlebens, dient heute nur noch dem Mittagsmahl, das allerdings noch subventioniert wird. Wir zahlen individuell für Kleidung, Möbel, Hausreparaturen und alle Gesundheits- und Bildungskosten, die nicht vom Gesundheits- oder Erziehungsministerium getragen werden. Wir zahlen die tatsächlichen Kosten für die Nutzung der Fahrzeugflotte des Kibbuz, wir zahlen eine kommunale Steuer auf unsere Häuser, für einige optionale Versicherungen und so weiter. Die übrigen Dienstleistungen – Verwaltung, Infrastruktur usw. - werden durch eine lokale Steuer bezahlt, die proportional zum Einkommen des Mitglieds bewertet wird.“

Dieser Prozess, der eine massive Abkehr von der tradierten Kibbuz-Tradition und ihres sozialistischen Kerns bedeutete, war 2004 keineswegs abgeschlossen. 2007 war der Kibbuz-Sekretär nur noch ein Manager, der sich nicht mehr um die sozialen Belange des Kibbuz zu kümmern hatte, die Leitung der Fabrik wurde ebenso einem Angestellten übertragen, Vermögenswerte und ausländische Renten verblieben im Privatbesitz, und es wurde gar darüber nachgedacht, auch die Häuser zu privatisieren. Auch eine stärkere Öffnung nach außen hin fand statt, im Pflegeheim wurden Patienten gegen Bezahlung aufgenommen, die nicht aus Kfar HaNassi stammten, Häuser wurden an Kibbuzfremde vermietet. Gleichwohl wurde ein soziales Netz für die ehemaligen Kibbuznikim aufrechterhalten, ein Mindesteinkommen zum Beispiel, das vor allem Rentner vor Verarmung schützt, so dass Kfar HaNassi weiterhin ein Ort geblieben zu sein scheint, in dem es sich gut leben lässt. Und nicht zuletzt war der Zuzug von außen auch überlebensnotwendig für den Kibbuz, denn 2007 waren 50 % seiner Mitglieder älter als siebzig Jahre.
Im Jahr 2008 war es dann so weit, dass sich die ersten Familien von außerhalb in den Kibbuz einkaufen konnten, und 2010 wurden die ersten vom Kibbuz wirtschaftlich unabhängigen Mitglieder akzeptiert.
Auf der offiziellen Webseite kokettiert das heutige Kfar HaNassi mit seinem angebliche Ruf, letzter Außenposten des British Empires zu sein, in dem das Getränk der Wahl in vielen Haushalten noch immer Tee mit Milch sei. Darüber hinaus wird auf ein eigens Schwimmbad verwiesen und auf vielfältige Freizeit- und Unterhaltungsangebote, die den Kibbuz auch als touristisch attraktiven Ort (Bed & Breakfast) erscheinen lassen.
Im Jahre 2002 musste der oben schon erwähnte deutschstämmige Mitbegründer des Kibbuz, Tommy Amit, einen schweren Schicksalsschlag ertragen. Seine Enkelin, die 25-jährige Moranne Amit, wurde Anfang Februar 2002 bei einem Spaziergang in Jerusalem von vier Palästinensern im Alter von 14 bis 16 Jahren niedergestochen und starb an den ihr zugefügten Verletzungen. Moranne Amit, die in Haifa Jura studierte, war im Kibbutz Kfar HaNassi geboren worden und aufgewachsen.
Tommy Amit lebte weiterhin in Kfar HaNassi. In den dortigen Village News finden sich immer wieder Hinweise auf Aktivitäten von ihm, letztmals am 3. April 2015, wo von einer Führung von ihm zu den historischen Gebäuden des Kibbuz berichtet wurde.